# Radio 2 Limburg
Radio 2 Limburg is de Limburgse regionale omroep van de Vlaamse radiozender Radio 2, een zender van de openbare omroep VRT. De omroep is gevestigd in de oude Rijkswachtkazerne aan het Limburgplein in Hasselt.

## Geschiedenis
De gewestelijke Omroep Limburg werd opgericht in 1947 door het Nationaal Instituut voor de Radio-omroep. De omroep kreeg steun van provinciegouverneur Hubert Verwilghen en het provinciebestuur en kreeg huisvesting in de Hasseltse Dr. Willemsstraat.
In de winter van 1951-1952 maakte de omroep het programma Het Hele Dorp, dat in heel Vlaanderen succes kende. In 1954 startte Jos Ghysen met het programma Het Schurend Scharniertje. Hij presenteerde er van 1967 tot 1990 ook het legendarisch programma Te bed of niet te bed.
In 1959 kwamen er nieuwe gebouwen aan de Martelarenlaan. Een decennium later trok men naar een gebouw aan de Rodenbachstraat, een gebouw dat de BRT had gekocht van de Kempische Steenkoolmijnen. Begin 2004 verhuisde de omroep naar een nieuw gebouw aan de Via Media.
Daar bleven ze uitzenden tot november 2018, toen ze verhuisden naar de oude Rijkswachtkazerne aan het Limburgplein in het centrum van Hasselt.

## Presentatoren
De regionale programma's worden gepresenteerd door Bjorn Verhoeven ondersteund door collega’s van VRT NWS

## Bekende radioprogramma's
- Avondpost
- Carrousel (radioprogramma)
- Funiculi Funicula (radioprogramma)
- Het begon op een eiland
- Het Hele Dorp
- Hier brandt de lamp
- Is u er ook bij?
- De kat in de zak
- Klopt de Club
- Met de deur in huis
- Onder Limburgs paraplu
- Parkeerschijf (radioprogramma)
- Een pluim voor die plaat
- Een plaatje met een praatje
- Rita groet 's morgens de mensen
- Rodenbachstraat 29
- Roddelradio
- Het Schurend Scharniertje
- De Solsleutel
- Splinternieuws
- Sportkaffee
- Te bed of niet te bed
- De Trekschuit
- De Zondagsparasol